# Lewis Teague
Lewis Teague (Brooklyn, 1938. március 8. –) amerikai filmrendező. 
Élete során nagyrészt horrorfilmeket rendezett. Két filmje Stephen King regénye alapján készült: a Cujo (1983), valamint a Macskaszem (1985). Egyéb filmjei közé tartozik Az aligátor (1980) és a Hazárd megye lordjai: A visszatérés (1997).

## Rendezői filmográfia

### Film
| Év   | Magyar cím           | Eredeti cím           |
| ---- | -------------------- | --------------------- |
| 1974 |                      | Dirty O'Neil          |
| 1979 |                      | The Lady in Red       |
| 1980 | Az aligátor          | Alligator             |
| 1982 | Megtorlás            | Fighting Back         |
| 1983 | Cujo                 | Cujo                  |
| 1985 | Macskaszem           | Cat's Eye             |
| 1985 | A Nílus gyöngye      | The Jewel of the Nile |
| 1989 | Hívatlan szövetséges | Collision Course      |
| 1990 | Elit kommandó        | Navy SEALs            |
| 1991 | Bilincsbe verve      | Wedlock               |
| 2010 |                      | Charlotta-TS          |

### Televízió
| Év        | Magyar cím                          | Eredeti cím                    | Megjegyzések |
| --------- | ----------------------------------- | ------------------------------ | ------------ |
| 1964      |                                     | The Alfred Hitchcock Hour      | 1 epizód     |
| 1980      |                                     | Barnaby Jones                  | 1 epizód     |
| 1989      | Shannon játszmája                   | Shannon's Deal                 | tévéfilm     |
| 1990      | Time Trax – Hajsza az időn át       | Time Trax                      | 1 epizód     |
| 1992      |                                     | T Bone N Weasel                | tévéfilm     |
| 1994      | Kincskommandó                       | Fortune Hunter                 | 1 epizód     |
| 1995      | Megmentőm, a fény                   | Saved by the Light             | tévéfilm     |
| 1997      | Pszichozsaru                        | Profiler                       | 1 epizód     |
| 1997      | Hazárd megye lordjai: A visszatérés | The Dukes of Hazzard: Reunion! | tévéfilm     |
| 1999–2000 | Nash Bridges – Trükkös hekus        | Nash Bridges                   | 2 epizód     |
| 2001      | Szerelem és árulás                  | Love and Treason               | tévéfilm     |
| 2001      | A háromszög                         | The Triangle                   | tévéfilm     |

## Fordítás
- Ez a szócikk részben vagy egészben  a   Lewis Teague című angol Wikipédia-szócikk ezen változatának fordításán alapul.  Az eredeti cikk szerkesztőit annak laptörténete sorolja fel. Ez a jelzés csupán a megfogalmazás eredetét és a szerzői jogokat jelzi, nem szolgál a cikkben szereplő információk forrásmegjelöléseként.